# Doverlândia
Doverlândia är en kommun i Brasilien.   Den ligger i delstaten Goiás, i den centrala delen av landet, 500 km väster om huvudstaden Brasília. Antalet invånare är 7 892.
Omgivningarna runt Doverlândia är huvudsakligen savann. Runt Doverlândia är det mycket glesbefolkat, med 2 invånare per kvadratkilometer.